# Comuna Lipce Reymontowskie
Lipce Reymontowskie este o gmină (district administrativ) rurală în powiatul Skierniewice, voievodatul Łódź, din centrul Poloniei. Localitatea sa de reședință este satul Lipce Reymontowskie,care se află la aproximativ 16 kilometri sud-vest de Skierniewice și la 36 kilometri est de capitala regională Łódź.
Gmina acoperă o suprafață de 42,7 kilometri pătrați și avea în 2006 o populație totală de 3.323 de locuitori.

## Sate
Gmina Lipce Reymontowskie conține satele și cătunele Chlebów, Drzewce, Lipce Reymontowskie, Mszadla, Retniowiec, Siciska, Wola Drzewiecka, Wólka Krosnowska și Wólka Podlesie.

## Gmine învecinate
Gmina Lipce Reymontowskie se învecinează cu gminele Dmosin, Godzianów, Łyszkowice, Maków, Rogów și Słupia.

## Legături externe
- Polish official population figures 2006